# Bradley (Maine)
Bradley ist eine Town im Penobscot County des Bundesstaates Maine in den Vereinigten Staaten. Im Jahr 2020 lebten dort 1532 Einwohner in 738 Haushalten auf einer Fläche von 131,18 km².

## Geografie
Nach dem United States Census Bureau hat Bradley eine Gesamtfläche von 131,18 km², von der 128,26 km² Land sind und 2,93 km² aus Gewässern bestehen.

### Geografische Lage
Bradley liegt im Südosten des Penobscot Countys und grenzt an das Hancock County. Durch den Westen der Town fließt in südliche Richtung der Penobscot River. Im Süden des Gebietes liegt der Chemo Pond. Die Oberfläche ist eben, ohne nennenswerte Erhebungen.

### Nachbargemeinden
Alle Entfernungen sind als Luftlinien zwischen den offiziellen Koordinaten der Orte aus der Volkszählung 2010 angegeben.
- Norden: Milford, 11,2 km
- Nordosten: Northwest Hancock, Hancock County, 10,0 km
- Osten: Amherst, Hancock County, 16,3 km
- Südosten: Clifton, 12,4 km
- Süden: Eddington, 11,1 km
- Südwesten: Orono, 21,4 km
- Nordwesten: Old Town, 16,6 km

### Stadtgliederung
In Bradley gibt es mit Bradley nur ein Siedlungsgebiet.

### Klima
Die mittlere Durchschnittstemperatur in Bradley liegt zwischen −7,8 °C (18 °F) im Januar und 20,6 °C (69 °F) im Juli. Damit ist der Ort gegenüber dem langjährigen Mittel der USA um etwa 9 Grad kühler. Die Schneefälle zwischen Oktober und Mai liegen mit bis zu zweieinhalb Metern mehr als doppelt so hoch wie die mittlere Schneehöhe in den USA; die tägliche Sonnenscheindauer liegt am unteren Rand des Wertespektrums der USA.

## Geschichte
Als eigenständige Town wurde Bradley am 3. Februar 1835 organisiert. Zuvor wurde das Gebiet Township No. 4 Old Indian Purchase, East of Penobscot River (T4 OIP EPR) genannt. Benannt wurde Bradley nach einem frühen Siedler.
Im Jahr 1859 wurde ein Gore, welches zwischen Clifton und Eddington lag, zum Gebiet der Town hinzugenommen.

### Einwohnerentwicklung
| Volkszählungsergebnisse – Town of Bradley, Maine | Volkszählungsergebnisse – Town of Bradley, Maine | Volkszählungsergebnisse – Town of Bradley, Maine | Volkszählungsergebnisse – Town of Bradley, Maine | Volkszählungsergebnisse – Town of Bradley, Maine | Volkszählungsergebnisse – Town of Bradley, Maine | Volkszählungsergebnisse – Town of Bradley, Maine | Volkszählungsergebnisse – Town of Bradley, Maine | Volkszählungsergebnisse – Town of Bradley, Maine | Volkszählungsergebnisse – Town of Bradley, Maine | Volkszählungsergebnisse – Town of Bradley, Maine |
| Jahr                                             | 1800                                             | 1810                                             | 1820                                             | 1830                                             | 1840                                             | 1850                                             | 1860                                             | 1870                                             | 1880                                             | 1890                                             |
| ------------------------------------------------ | ------------------------------------------------ | ------------------------------------------------ | ------------------------------------------------ | ------------------------------------------------ | ------------------------------------------------ | ------------------------------------------------ | ------------------------------------------------ | ------------------------------------------------ | ------------------------------------------------ | ------------------------------------------------ |
| Einwohner                                        |                                                  |                                                  |                                                  |                                                  | 395                                              | 796                                              | 844                                              | 866                                              | 829                                              | 823                                              |
| Jahr                                             | 1900                                             | 1910                                             | 1920                                             | 1930                                             | 1940                                             | 1950                                             | 1960                                             | 1970                                             | 1980                                             | 1990                                             |
| Einwohner                                        | 682                                              | 634                                              | 672                                              | 671                                              | 716                                              | 786                                              | 951                                              | 1010                                             | 1149                                             | 1136                                             |
| Jahr                                             | 2000                                             | 2010                                             | 2020                                             | 2030                                             | 2040                                             | 2050                                             | 2060                                             | 2070                                             | 2080                                             | 2090                                             |
| Einwohner                                        | 1242                                             | 1492                                             | 1532                                             |                                                  |                                                  |                                                  |                                                  |                                                  |                                                  |                                                  |

## Wirtschaft und Infrastruktur

### Verkehr
Entlang der westlichen Grenze der Town, parallel zum Penobscot River, verläuft die Main State Route 178.

### Öffentliche Einrichtungen
In Bradley gibt es keine medizinischen Einrichtungen oder Krankenhäuser. Nächstgelegene Einrichtungen für die Bewohner von Bradley befinden sich in Bangor, Orono und Eddington.
Bradley besitzt keine eigene Bücherei. Die nächstgelegenen sind in Orono und Old Town.

### Bildung
Bradley gehört mit Alton und Old Town zum Schulbezirk RSU 34. Im Schulbezirk stehen folgende Schulen zur Verfügung:
- Viola Rand Elementary in Bradley
- Old Town Elementary School in Old Town
- Alton Elementary School in Alton
- J.A. Leonard Middle School in Old Town
- Old Town High School in Old Town